# 클레이아크김해미술관
클레이아크김해미술관은 경상남도 김해시에 위치한 미술관이다.

## 연혁
- 2006년 3월 24일 개관

## 관람 안내
- 운영시간: 10시 ~ 18시
- 관람권 매표시간: 10시~ 17시 (관람종료 1시간 전까지 입장 가능)
- 휴관일: 매주 월요일 (※ 법정 공휴일과 겹치는 월요일은 정상운영, 그 다음날 휴관), 1월 1일, 설, 추석
- 매월 둘째주 토요일, 마지막주 수요일은 문화드림데이로 당일 하루동안 전시관 무료입장 ※ 단, 체험프로그램은 제외